# Celtis glabrata
Espèce
Statut de conservation UICN

DD : Données insuffisantes
Celtis glabrata est une espèce d'arbres à feuilles caduques de la famille des Cannabaceae. Cette espèce est originaire de certaines parties de l'Europe de l'Est et de l'Asie occidentale,. Son nom commun en turc est dahum.

## Répartition et habitat
Celtis glabrata est connu dans des endroits dispersés dans le sud-est de l'Europe et en Asie occidentale, notamment en Bulgarie, Roumanie, Macédoine du Nord, Grèce, Ukraine ( Crimée), le sud de la Russie, l'Arménie, l'Azerbaïdjan, la Géorgie, la Turquie, le Liban et Syrie.
On le trouve généralement dans les zones sèches et rocheuses, y compris les falaises intérieures et les flancs de montagnes, du niveau de la mer jusqu'à 900 mètres d'altitude.

## Description
Celtis glabrata est un grand arbuste ou un petit arbre.

## Systématique
Le nom correct complet (avec auteur) de ce taxon est Celtis glabrata Steven ex Planch..
Celtis glabrata a pour synonymes :
- Celtis glabrata Steven
- Celtis planchoniana K.I.Chr.
- Celtis tournefortii var. glabrata (Steven ex Planch.) Boiss.